# Lüftlmalerei

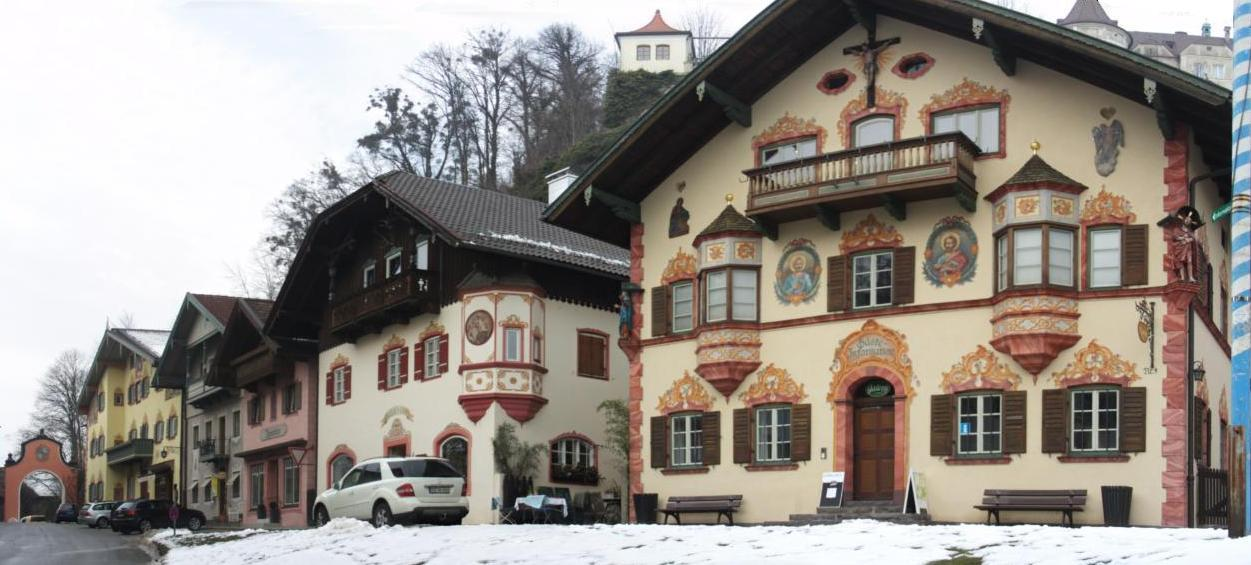
Hus med Lüftlmalerei i Neubeuern.

Lüftlmalerei är en fasadmålningsteknik som är känd från främst Oberbayern och Tyrolen. Det är en lantlig form av muralmålningar utförda i freskoteknik som härrör från 1700-talet.
Ursprunget till tekniken är okänd, men den tros ha fått namn efter de dekorationer fasadmålaren Franz Seraph Zwinck från Oberammergau, Zum Lüftl smyckade husen med. Hans motiv var allt från helgon och andra religiösa motiv till bilder av livet i lokalområdet och när turismen tog fart vid förra sekelskiftet beskrevs de i reseguiderna.
Zwink inspirerades av bland andra 

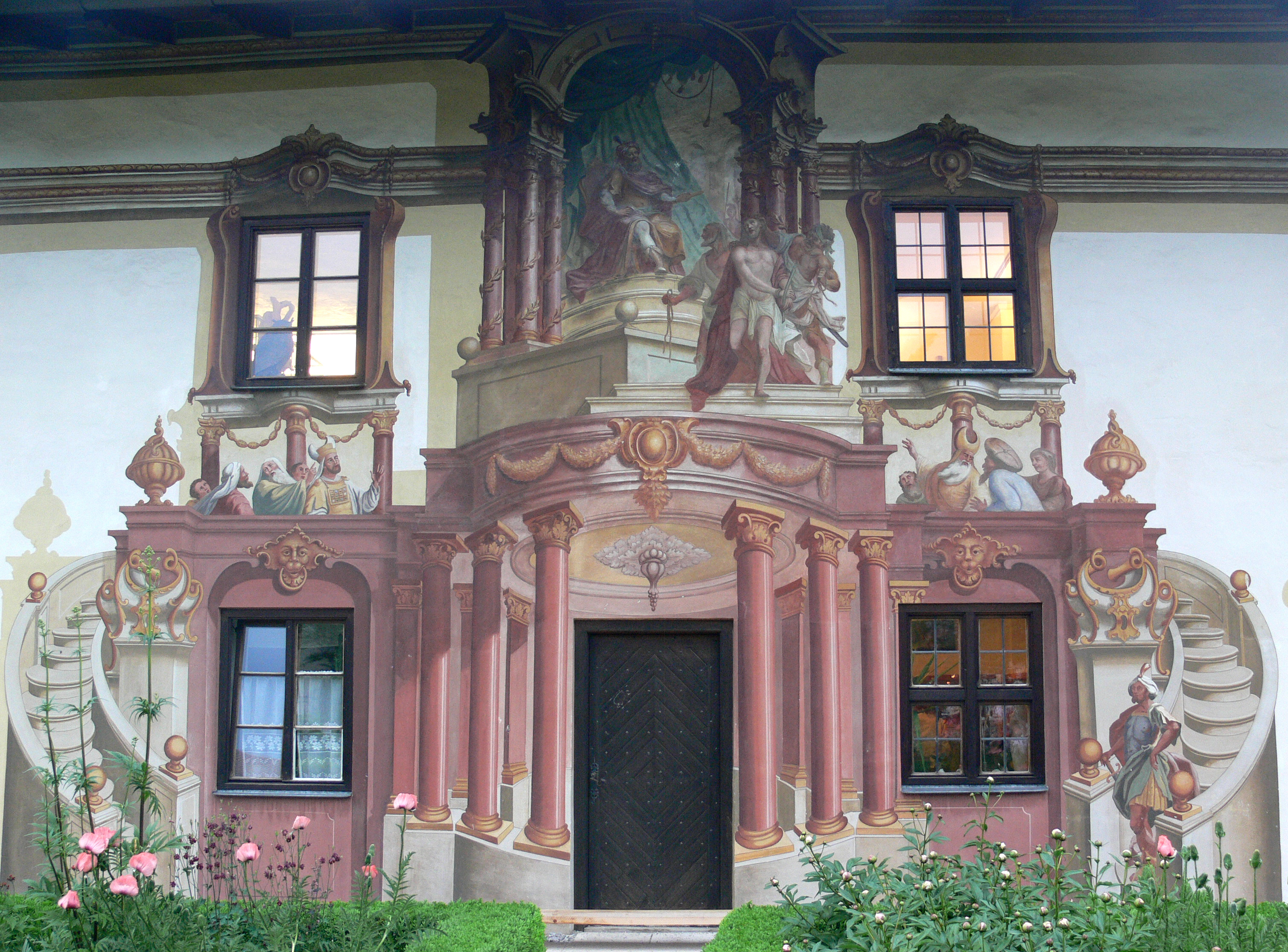
Detalj av fasaden på Pilatushaus i Oberammergau.

Peter Paul Rubens och använde italienska och nederländska tryck av hans verk som förlagor som han  anpassade till den fasad som skulle dekoreras.
På 1800-talet gick tekniken ur mode, men efter första världskriget togs den upp igen av Heinrich Bickel i Garmisch-Partenkirchen och senare av Sebastian Pfeffer i Mittenwald. I Bayern dekoreras husfasaderna fortfarande men de nationalromantiska motiven är klarare i färgerna.